# ميريل موسى
ميريل موسى (بالإنجليزية: Merrill Moses)‏ هو لاعب كرة الماء أمريكي، ولد في 13 أغسطس 1977 في Harbor City, Los Angeles ‏ في الولايات المتحدة.

## وصلات خارجية
- ميريل موسى على موقع الاتحاد الدولي للسباحة (الإنجليزية)
- ميريل موسى على موقع اللجنة الأولمبية الدولية (الإنجليزية)
- ميريل موسى على موقع أوليمبيديا (الإنجليزية)
- ميريل موسى على موقع اللجنة الأولمبية والبارالمبية الأمريكية (الإنجليزية)